# Aeródromo Aucó
El aeródromo Aucó (OACI: SCIL) es un terminal aéreo privado ubicado a 8 kilómetros al noreste de la ciudad de Illapel en la IV región de Coquimbo. Actualmente se utiliza para fines de aviación civil y comerciales relacionados con la industria minera del sector.
A pesar de ser un aeródromo privado, su uso público es aceptado previa coordinación con la administración. Cuenta con una pista asfaltada de 1.140 metros de largo, que permite las operaciones de aeronaves de pequeña y mediana envergadura.